# Irene Lentz
Pour les articles homonymes, voir Lentz.
Irene, de son vrai nom Irene Lentz, est une célèbre créatrice de costumes américaine, née le 8 décembre 1900 à Baker (Montana) et morte le 15 novembre 1962 à Los Angeles (Californie).

## Biographie
Irene Lentz débute comme actrice en 1921 dans Molly O' dont elle épouse le réalisateur F. Richard Jones en 1929, qui meurt de tuberculose l'année suivante. Elle effectue sa dernière apparition à l'écran dans La Veuve joyeuse d'Erich von Stroheim en 1925 et décide de se consacrer au stylisme de cinéma. Sa première contribution significative date de 1933 dans Carioca, film marquant la constitution du duo Fred Astaire-Ginger Rogers. En 1936, elle épouse le scénariste Eliot Gibbons, frère du célèbre décorateur Cedric Gibbons.
Collaboratrice privilégiée de Vincente Minnelli, elle se retire en 1950 avant de revenir au cinéma en 1960 avec Piège à minuit, film pour lequel elle obtient une nomination à l'Oscar de la meilleure création de costumes. Mais le 15 novembre 1962, elle s'ouvre les veines dans une chambre du Knickerbocker Hotel puis se défenestre du 14e étage. Elle laisse un mot d'adieu : « I'm sorry. This is the best way. Get someone very good to design and be happy. I love you all. Irene. »

## Filmographie partielle

### Actrice
- 1922 : L'Audace et l'Habit (A Tailor-Made Man) de Joseph De Grasse

### Costumière
- 1933 : Carioca de Thornton Freeland
- 1937 : Le Couple invisible (Topper) de Norman Z. McLeod
- 1937 : L'Entreprenant Monsieur Petrov de Mark Sandrich (costumes de Ginger Rogers)
- 1938 : Casbah (Algiers) de John Cromwell
- 1938 : Mariage incognito (Vivacious Lady) de George Stevens
- 1939 : Intermezzo de Gregory Ratoff (costumes d'Ingrid Bergman)
- 1939 : L'Autre (In Name Only), de John Cromwell (costumes de Carole Lombard)
- 1940 : Éveille-toi mon amour (Arise, my love) de Mitchell Leisen
- 1940 : La Maison des sept péchés (Seven Sinners) de Tay Garnett (costumes de Marlene Dietrich)
- 1940 : Destin dans la nuit (The House Across the Bay) d'Archie Mayo
- 1940 : Trop de maris (Too Many Husbands) de Wesley Ruggles
- 1940 : Et l'amour vint... (He Stayed for Breakfast) d'Alexander Hall
- 1941 : Joies matrimoniales de Alfred Hitchcock
- 1941 : L'amour vient en dansant de Sidney Lanfield
- 1941 : Illusions perdues (That Uncertain Feeling) d'Ernst Lubitsch
- 1942 : Ô toi ma charmante de William A. Seiter
- 1942 : To Be or Not to Be d'Ernst Lubitsch (costumes de Carole Lombard)
- 1942 : Quelque part en France (Reunion in France) de Jules Dassin
- 1942 : Madame veut un bébé (The Lady is willing) de Mitchell Leisen
- 1943 : Fou de girls (Girl Crazy) de Norman Taurog et Busby Berkeley
- 1943 : Laurel et Hardy chefs d'îlot (Air Raid Wardens) d'Edward Sedgwick
- 1943 : Cry Havoc, de Richard Thorpe
- 1943 : Parade aux étoiles (Thousands cheer) de George Sidney
- 1943 : Mademoiselle ma femme (I Dood It) de Vincente Minnelli
- 1943 : La Du Barry était une dame de Roy Del Ruth
- 1943 : L'Amour travesti (Slightly dangerous), de Wesley Ruggles
- 1943 : Un petit coin aux cieux (Cabin in the Sky) de Vincente Minnelli et Busby Berkeley
- 1944 : Le Grand National de Clarence Brown
- 1944 : Le Chant du Missouri de Vincente Minnelli
- 1944 : Trente Secondes sur Tokyo (Thirty Seconds Over Tokyo) de Mervyn LeRoy
- 1944 : Kismet de William Dieterle
- 1945 : L'Aventure (Adventure) de Victor Fleming
- 1945 : Frisson d'amour (Thrill of a Romance) de Richard Thorpe
- 1945 : La Vallée du jugement (The Valley of Decision) de Tay Garnett
- 1945 : Yolanda et le Voleur de Vincente Minnelli
- 1945 : Escale à Hollywood de George Sidney
- 1945 : Règlement de comptes (Keep your powder dry) d'Edward Buzzell
- 1945 : Le Portrait de Dorian Gray de Albert Lewin
- 1946 : La Pluie qui chante de Richard Whorf
- 1946 : Le facteur sonne toujours deux fois de Tay Garnett
- 1946 : Jody et le Faon (The Yearling) de Clarence Brown
- 1946 : Ziegfeld Follies de Vincente Minnelli
- 1946 : Les Demoiselles Harvey de George Sidney
- 1947 : Sénorita Toréador (Fiesta) de Richard Thorpe
- 1947 : Quand vient l'hiver (If Winter Comes) de Victor Saville
- 1947 : La Femme de l'autre (Desire me) de George Cukor
- 1947 : Marchands d'illusions (The Hucksters) de Jack Conway
- 1947 : Living in a Big Way de Gregory La Cava
- 1948 : L'Enjeu (State of the Union) de Frank Capra
- 1948 : Le Pirate de Vincente Minnelli
- 1948 : Dans une île avec vous (On an Island with You) de Richard Thorpe
- 1948 : L'Indomptée (B .F.'s Daughter) de Robert Z. Leonard
- 1948 : Parade de printemps de Charles Walters
- 1949 : La Scène du crime (Scene of the Crime) de Roy Rowland
- 1949 : Lassie perd et gagne (The Sun Comes Up) de Richard Thorpe
- 1949 : La Fille de Neptune (Neptune's Daughter) de Edward Buzzell
- 1950 : La Clé sous la porte (Key to the City) de George Sidney
- 1950 : J'ai trois amours (Please Believe Me) de Norman Taurog
- 1960 : Piège à minuit (Midnight Lace) de David Miller
- 1961 : Un pyjama pour deux (Lover Come Back) de Delbert Mann

## Galerie
- Quelques acteurs et actrices habillés par Irene Lentz.

|  |  |  |  |

## Récompenses et distinctions
- Nominations à l'Oscar de la meilleure création de costumes pour L'Indomptée (1949) et Piège à minuit (1961)